# 日本国憲法第7章
日本国憲法 第7章（にほんこくけんぽう だい7しょう）は、日本国憲法の章の1つ。「財政」の章名で、日本の財政について規定している。第83条から第91条までの9条からなる。

## 構成
- 第83条 財政処理の基本原則
- 第84条 課税
- 第85条 国費の支出及び国の債務負担
- 第86条 予算
- 第87条 予備費
- 第88条 皇室財産
- 第89条 公の財産の支出又は利用の制限
- 第90条 決算検査、会計検査院
- 第91条 財政状況の報告

## 89条問題
第89条では「公金その他の公の財産は、宗教上の組織若しくは団体の使用、便益若しくは維持のため、又は公の支配に属しない慈善、教育若しくは博愛の事業に対し、これを支出し、又はその利用に供してはならない。」と規定しており、この規定により私学助成は憲法違反にあたるのではないかという指摘がある。